# Speak (Album)
Speak ist das Debütalbum der US-amerikanischen Schauspielerin und Sängerin Lindsay Lohan.

## Bedeutung
Das Album wurde am 7. Dezember 2004 in den USA veröffentlicht. In Europa erschien das Album am 13. Dezember 2004 mit einer erweiterten Trackliste. Die EU-Version enthielt im Gegensatz zur US-Version den Song Magnet.

## Titelliste
1. First (Kara DioGuardi, John Shanks) 3:26
2. Nobody ’Til You (Kara DioGuardi, John Shanks) 3:34
3. Symptoms of You (Andreas Carlson, Lisa Greene, Savan Kotecha, Lindsay Lohan) 2:53
4. Speak (Kara DioGuardi, John Shanks, Lindsay Lohan) 3:43
5. Over (Kara DioGuardi, John Shanks, Lindsay Lohan) 3:35
6. Something I Never Had (Shelly Peiken, John Shanks) 3:36
7. Anything But Me (Kara DioGuardi, John Shanks, Lindsay Lohan) 3:15
8. Disconnected (Kristian Lundin, Jake Schulze, Savan Kotecha, Carl Bjorsell, Didrik Thott, Carls Falk, Sebastian Thott) 3:31
9. To Know Your Name (David Eriksen, Tom Nichols) 3:17
10. Very Last Moment in Time (Troy Verges, Steve Robson, Hillary Lindsey) 3:26
11. Magnet (Kara DioGuardi, Jimmy Harry) 3:10
12. Rumors (Cory Rooney, Lindsay Lohan, Tarryle Jackson, TJ Jackson) 3:16
13. Bonus-Track: Rumors (Video) 3:44 (nur in Amerika)

## Singles
Aus dem Album Speak wurden drei Singles veröffentlicht.
Rumors (deutsch: Gerüchte) war die erste Singleauskopplung. Das Stück wurde von Lindsay Lohan, Cory Rooney, Tarryle Jackson and TJ Jackson geschrieben. Am 24. September 2004 erschien die Single in den USA und kam nur bis Platz 106 der Top 200-Billboard Charts. In Europa erschien die Single am 21. Februar 2005 und stieg auf Platz 14 ein. In der zweiten Woche rutschte Rumors auf Platz 21 ab.
In dem Stück spricht Lohan das steigende Medieninteresse an ihrer Person an und die immer mehr werdenden Gerüchte, die über sie verbreitet werden. Dieses Problem wurde auch im Musikvideo zum Lied thematisiert. Lindsay Lohan wird darin von Paparazzi verfolgt. Sie möchte zu einer Party, doch auf den Weg dorthin verfolgen sie Paparazzi und sie braucht einen Doppelgänger, um mit dem Auto zum Aufzug zu gelangen. Am Schluss, als Lohan aus dem Club kommt, kommen wieder Paparazzi und verfolgen sie. Lindsay steigt mit ihren Freundinnen in einen Helikopter und sie fliegen davon. Das Video wurde am 9. und 10. November 2004 gedreht. Regie führte Jake Nava, der auch für Lohans Videos zu Over und First verantwortlich war.
Over ist die zweite Singleauskopplung, die in den USA am 14. Dezember 2004 und in Europa am 25. April 2005 in Europa erschien. Das Lied wurde von Kara DioGuardi, John Shanks, Lindsay Lohan geschrieben. Im Stück verarbeitet Lohan den Trennungsschmerz von ihrem damaligen Freund Wilmer Valderrama. Over war in den USA ein größerer Erfolg als der Vorgänger Rumors. In Deutschland erreichte die Single nur Platz 40 der Singlecharts.
First wurde die dritte Singleauskopplung, die in den USA am 10. Mai 2005 und in Europa am 25. Juli 2005 herauskam. Das Stück wurde von Kara DioGuardi und John Shanks geschrieben. Im Song geht erzählt Lohan, dass sie die Erste und Beste sein will. Der Song ist auch Titellied zu Lindsays im Jahr 2005 erschienenen Film Herbie Fully Loaded – Ein toller Käfer startet durch. Im Video, sowie auch im Kinofilm, gewinnt Lohan ein Autorennen. In Deutschland schaffte First es nur auf Platz 74 der Singlecharts, während es in den USA noch erfolgreicher war als Over.

## Kommerzieller Erfolg

### Chartplatzierungen
Speak erreichte in den USA am 25. Dezember 2004 Platz 4 der Billboard Album-Charts. In Deutschland erreichte das Album im Februar 2005 Platz 53 in den deutschen Album-Charts. Es hielt sich vier Wochen in der Hitparade.
| ChartsChartplatzierungen       | Höchstplatzierung | Wochen |
| ------------------------------ | ----------------- | ------ |
| Deutschland (GfK)              | 53 (4 Wo.)        | 4      |
| Österreich (Ö3)                | 36 (4 Wo.)        | 4      |
| Vereinigte Staaten (Billboard) | 4 (24 Wo.)        | 24     |

| ChartsJahrescharts (2005)      | Platzierung |
| ------------------------------ | ----------- |
| Vereinigte Staaten (Billboard) | 62          |

### Auszeichnungen für Musikverkäufe
Es verkaufte sich in den USA über eine Million Mal und wurde mit Platin ausgezeichnet.
| Land/Region               | Auszeichnungen für Musikverkäufe (Land/Region, Auszeichnung, Verkäufe) | Verkäufe  |
| ------------------------- | ---------------------------------------------------------------------- | --------- |
| Vereinigte Staaten (RIAA) | Platin                                                                 | 1.000.000 |
| Insgesamt                 | 1× Platin ·                                                            | 1.000.000 |